# Mosz Ben Ari

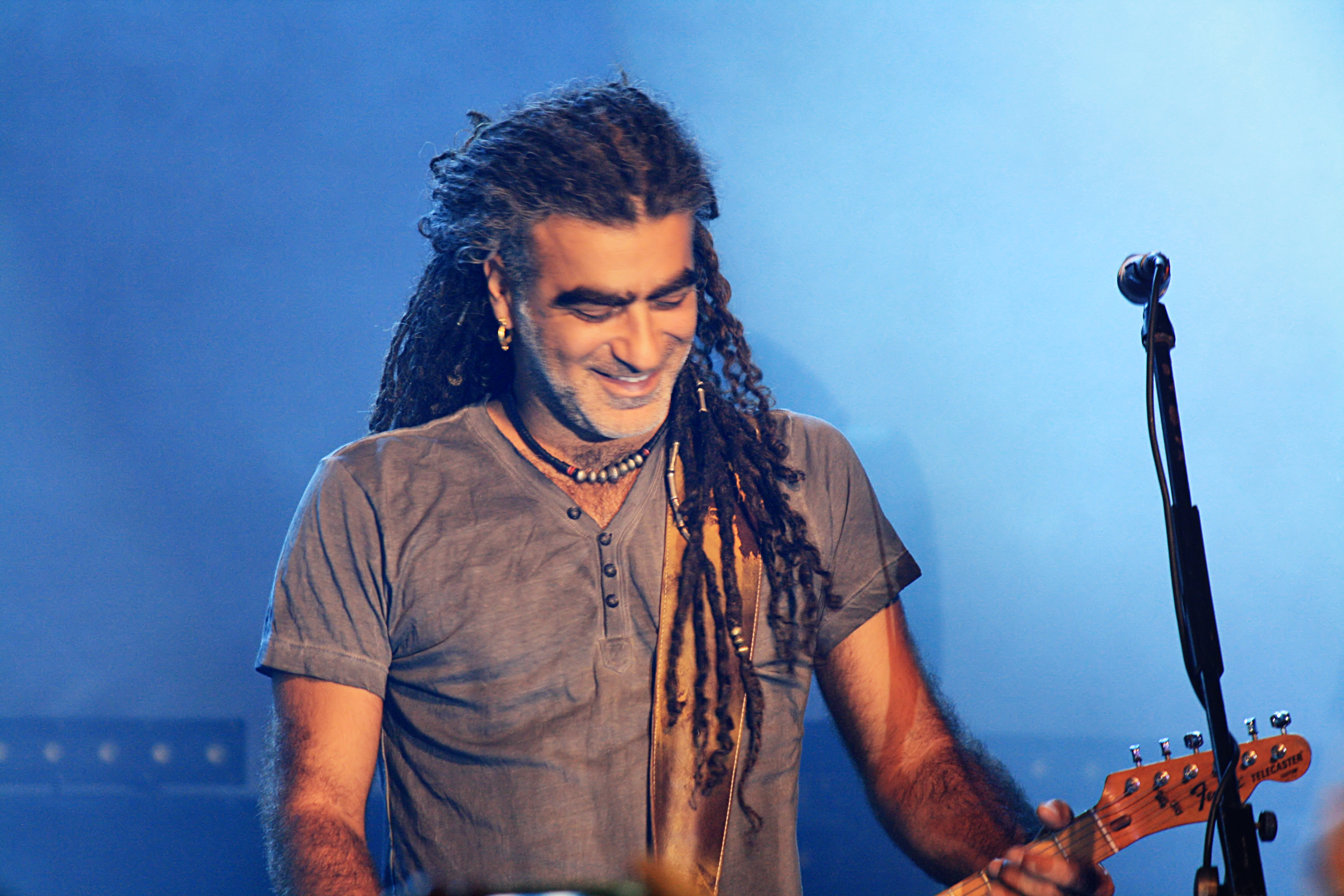
Mosh Ben Ari

Mosz Ben Ari (hebr. מוש בן ארי, ang. Mosh Ben Ari ; ur. w 1970 w Afuli) – izraelski piosenkarz, kompozytor i autor tekstów.
Muzyką interesował się od najmłodszych lat. Sam zaczął grać w wieku 16 lat. Uczył się muzyki w różnych zakątkach świata, m.in. w Waranasi (Indie) i na Saharze. Gra głównie na instrumentach strunowych, m.in. na gitarze akustycznej i klasycznej, sarodzie, tarze, kontrabasie.
Był jednym z założycieli zespołu Sheva. Jego twórczość stanowi połączenie delikatnego rocka, reggae, soulu i world music.

## Dyskografia solowa
- עד אלי (Ad Elai; 2001)
- דרך (Derech, "Droga"; 2004, złota płyta w Izraelu)
- מסע ומתן (Masa u-matan, "Negocjacje"; 2006, złota płyta w Izraelu)
- Live (2007)